# Minimo
Minimo, wat de afkorting is van "Mini Mozilla", was een project dat een versie van de Mozilla-webbrowser wilde ontwikkelen voor kleine apparaten zoals pda's en mobiele telefoons.
Het project wilde het simpeler maken voor ontwikkelaars om delen van Mozilla in te bedden in systemen met beperkte capaciteiten (bijvoorbeeld apparaten met weinig RAM). Het project is niet stopgezet, maar wordt langzaam vervangen door Firefox for mobile, een andere mobiele webbrowser van Mozilla.

## Achtergrondinformatie
Het Minimoproject werd gestart om de haalbaarheid te testen van het porten van een volledig desktopbrowserengine naar geavanceerde mobiele apparaten.
Om het gebruik van systeemeisen te minimaliseren had Minimo aanvankelijk bepaalde functionaliteiten van Firefox niet, zoals ondersteuning voor SVG, echter voortgezette experimenten streefden ernaar om alle functies van de Mozilla codebasis ook in Minimo te krijgen. Bijkomend gebruikte de browser mobiele technologie om websites te herformatteren voor zakformaatdisplays. Minimo was een experiment voor GUI op mobiele apparaten.
Versie 0.2 kwam uit in maart 2007 en vertegenwoordigde een product gericht op mobiele ontwikkelaars. Minimo 0.2 had een verbeterde interface en ondersteuning voor Windows Mobile 5.
Op 27 november 2007 kondigde de projectverantwoordelijke, Doug Turner, aan dat het project niet langer ondersteund werd.
In 2008 heeft Doug Turner het mobiele webbrowser project Firefox for mobile gestart, ook bekend als Fennec.

## Kritiek
Wellicht omdat het in de eerste fases van de ontwikkeling was, werkte de Windows Mobile versie trager dan verwacht.
De kwaliteit van de gerenderde websites is gelijkwaardig zoals bij de gerespecteerde layout engine Gecko, maar de systeemeisen zijn te hoog voor een mobiel apparaat. Zo heeft het programma ongeveer 64 megabytes RAM nodig en een ARM-compatibele CPU van 206-624 MHz.
Versie 0.016 (~8 MB, CAB-installatie; Windows Mobile 4.2 + 5.0) en versie 0.2 (~4 MB, CAB-installatie; enkel Windows Mobile 5.0) zijn niet aanbevolen voor eindgebruikers. Deze versies kunnen het besturingssysteem Windows Mobile onstabiel maken en er kan een herstart nodig zijn om het toestel terug te doen werken.
Versie 0.2 was niet aanbevolen voor ontwikkelaars die zich richten op mobiele apparaten of geïnteresseerd zijn in AJAX en webapplicaties voor het mobiel internet. Minimo is compatibel met vele Web 2.0-toepassingen, zoals Gmail.